# Australia Open 2004 (Badminton)
Die Australian Open 2004 im Badminton fanden vom 9. bis zum 12. September 2004 in Sydney statt.

## Sieger und Platzierte
| Disziplin    | Gold                       | Silber                        | Bronze                          |
| ------------ | -------------------------- | ----------------------------- | ------------------------------- |
| Herreneinzel | Andrew Smith               | Niluka Karunaratne            | Stuart Brehaut                  |
| Herreneinzel | Andrew Smith               | Niluka Karunaratne            | Stuart Gomez                    |
| Dameneinzel  | Huang Chia-chi             | Rebecca Gordon                | Lenny Permana                   |
| Dameneinzel  | Huang Chia-chi             | Rebecca Gordon                | Renuga Veeran                   |
| Herrendoppel | Boyd Cooper Travis Denney  | Raj Veeran Stuart Gomez       | Henry Tam Joe Wu                |
| Herrendoppel | Boyd Cooper Travis Denney  | Raj Veeran Stuart Gomez       | Ross Smith Glenn Warfe          |
| Damendoppel  | Renuga Veeran Susan Wang   | Chor Hooi Yee Lim Pek Siah    | Jane Crabtree Kate Wilson-Smith |
| Damendoppel  | Renuga Veeran Susan Wang   | Chor Hooi Yee Lim Pek Siah    | Kellie Lucas Tania Luiz         |
| Mixed        | Travis Denney Kellie Lucas | Boyd Cooper Kate Wilson-Smith | Stuart Brehaut Tania Luiz       |
| Mixed        | Travis Denney Kellie Lucas | Boyd Cooper Kate Wilson-Smith | Raj Veeran Renuga Veeran        |